# NGC 2416
NGC 2416 је спирална галаксија у сазвежђу Мали пас која се налази на NGC листи објеката дубоког неба.
Деклинација објекта је + 11° 36' 45" а ректасцензија 7h 35m 41,4s. Привидна величина (магнитуда) објекта NGC 2416 износи 13,6 а фотографска магнитуда 14,3. NGC 2416 је још познат и под ознакама UGC 3925, MCG 2-20-2, CGCG 58-8, IRAS 07329+1143, PGC 21358.